# Jérôme Navier
Jérôme Navier, né le 8 avril 1976, à Cholet, en France, est un entraîneur de basket-ball français.

## Biographie
Jérôme Navier est nommé entraîneur de Cholet en décembre 2015, en remplacement de Laurent Buffard, dont il est l'adjoint depuis la saison 2014-2015. Il n'est pas reconduit à la tête du club à l'issue de la saison 2015-2016.
Le 16 juin 2019, le SQBB remporte la finale de NM1 et gagne son ticket pour la Pro B pour la saison 2019-2020. Le soir de la victoire, Jérôme Navier déclare quitter le SQBB et sa fonction d'entraîneur et déclare qu'il souhaite orienter sa carrière vers les postes de directeur sportif ou manager général.
Jérôme Navier signe le 31 décembre 2019 un contrat de 18 mois à 30 mois (renouvelable) avec le Poitiers Basket 86. Il succède à Ruddy Nelhomme, limogé peu avant.
Navier est écarté du poste d'entraîneur de Poitiers en décembre 2020. Sur l'année 2020, l'équipe de Poitiers joue 13 rencontres qui se concluent toutes par une défaite.